# Império de Fátima
Grêmio Recreativo Cultural Escola de Samba Império de Fátima (GRCES Império de Fátima) é uma escola de samba sediada no Bairro de Fátima, município da Serra, Espírito Santo, em 18 de março de 2013.

## História

### Fundação
Em 2013, surgia a Unidos do Bairro de Fátima, que como diz o nome, foi originada no bairro de Fátima na Serra. Em 2015, a agremiação alterou o nome para Império de Fátima, e adotou o tigre como símbolo.
Ainda no ano de 2015, a agremiação foi convidada pela LIESES, liga que na época era responsável pelos  desfiles oficiais das escolas de samba de Vitória, para desfilar no carnaval de 2016. O enredo escolhido foi “O Sorriso do Tigre, no Império de Fátima”.  Mesmo não competindo, a escola foi avaliada pelos jurados. Seu desfile foi aclamado pelo público e pela crítica especializada. Porém, mesmo fazendo um bom desfile, a escola não teve a mesma oportunidade no carnaval de 2017. A Império de Fátima escolheu como enredo “O Tigre Pinta o Sete na Avenida” e se preparou para o desfile. Não conseguindo realizar o desfile, restou à agremiação fazer apresentações com sua bateria e outros segmentos durante o carnaval de 2017.
Pouco antes do carnaval de 2017, a Império de Fátima, junto com outras 4 antigas agremiações que estavam inativas (Mocidade da Praia, União Jovem de Itacibá, Mocidade Serrana e Independente de Eucalipto), anunciaram a fundação da Federação Capixaba das Escolas de Samba, uma nova entidade que pretendia organizar um desfile alternativo ao desfile oficial organizado pela Liga Espírito-Santense de Escolas de Samba, com intuito de dar oportunidade a novas agremiações no carnaval de Vitória. 

## Carnavais
| Ano | Colocação | Grupo | Enredo | Carnavalesco | Intérprete | Ref.   |
| --- | --- | --- | --- | --- | --- | ------ |
| 2016 | Convidada | Convidada | O Tigre pinta o sete na avenida Compositores: Humberto Girão, Sérgio Anderson, Edmundo Aylor, Júnior Caprichosos. | | Henrique Pelé | [ 3 ]  |
| 2017 | Não desfilou | Não desfilou | O sorriso do Tigre, no Império de Fátima | | Henrique Pelé |        |
| 2018 | Campeã | Acesso B | O Tigre encontra o Leão no lugar que eu sempre quis! Na avenida meu irmão, vou abraçar. Viver a igualdade e ser feliz! | Comissão de Carnaval                                                                                                   | Quinho e Vlad AKS | [ 12 ] |
| 2019 | 7° lugar (Rebaixada)                                                                                                   | Acesso A | Conceição da Barra: amor de verão, o carnaval do meu coração Compositores: Lourival das Neves, Gibson Muniz | | Vlad AKS |        |
| 2020 | Campeã | Acesso B | Cadê o circo? Ninguém sabe, ninguém viu. O circo sumiu! Compositores: Humberto Girão, Gibson Muniz, Júnior Caprichosos, Zé Paulo Sierra, Tiago Brito RJ                                                                   | Lucas Borges | Vlad AKS | [ 13 ] |
| Inicialmente adiados para o mês de julho, os desfiles do Carnaval 2021 foram cancelados devido a pandemia de Covid-19. | Inicialmente adiados para o mês de julho, os desfiles do Carnaval 2021 foram cancelados devido a pandemia de Covid-19. | Inicialmente adiados para o mês de julho, os desfiles do Carnaval 2021 foram cancelados devido a pandemia de Covid-19. | Inicialmente adiados para o mês de julho, os desfiles do Carnaval 2021 foram cancelados devido a pandemia de Covid-19. | Inicialmente adiados para o mês de julho, os desfiles do Carnaval 2021 foram cancelados devido a pandemia de Covid-19. | Inicialmente adiados para o mês de julho, os desfiles do Carnaval 2021 foram cancelados devido a pandemia de Covid-19. | [ 14 ] |
| 2022 | 3º lugar | Acesso A | Uma Índia, um Negro – Diferentes crenças. Costumes e rituais… um conto tupi yorubá Compositores: Diogo Pereira, Luisinho Oliveira, Marquinhos Telles                                                                      | Comissão de Carnaval                                                                                                   | Vlad AKS |        |
| 2023 | 4º lugar | Acesso A | Não dá mais para segurar, explode coração! Compositores: Leozinho Nunes, Fabio de Albuquerque Araújo, James Bernardes Soares Vieira                                                                                       | Comissão de Carnaval                                                                                                   | Leozinho Nunes |        |
| 2024 | 6º lugar | Acesso A | Benzê - Benditas Benzedeiras Compositores: Anselmo Gonçalves, Ewerton Fernandes, Edu Chagas, Matheus Borges, Sidney Moraes                                                                                                | | Edu Chagas |        |
| 2025 | 5º lugar | Acesso A | Arte Popular na Corte Imperial Compositores: Katrina Persi, Bruna Medeiros, Thiago Tarlher, João Vidal, Cosme Araújo, Thiago Daniel, Cláudio Vagareza, Edgar Mendes, Vlad AKS, Thiago Martins, Gylnei Bueno e Mauro Naval | Marcio Puluker | Marcinho Diola |        |

## Títulos
| Títulos da Império de Fátima | Títulos da Império de Fátima | Títulos da Império de Fátima | Títulos da Império de Fátima | Títulos da Império de Fátima |
| ---------------------------- | ---------------------------- | ---------------------------- | ---------------------------- | ---------------------------- |
| Divisão                      | Divisão                      | Títulos                      | Carnavais                    | Ref.                         |
|                              | Terceira divisão             | 2                            | 2018 e 2020                  |                              |

## Premiações
Premiações recebidas pela GRCES Império de Fátima

## Segmentos

### Presidentes
| Nome            | Mandato   | Ref.  |
| --------------- | --------- | ----- |
| Helder Luduvico | 2018-2020 | [ 1 ] |
| Sérgio Anderson | 2021-2024 |       |
| Andressa Bisi   | 2025-2027 |       |

### Diretores
| Ano       | Diretor de Carnaval | Diretor de harmonia             | Ref.  |
| --------- | ------------------- | ------------------------------- | ----- |
| 2018      | Sérgio Anderson     | Paulier Rocha                   | [ 1 ] |
| 2021-2024 | Edmundo Aylor       | Francisco Girão e Paulier Rocha |       |
| 2025      | Jorge Carlindo      | Miguel Júnior                   |       |

### Coreógrafo
| Período | Nome            | Ref.  |
| ------- | --------------- | ----- |
| 2018    | Rubens Rocha    | [ 1 ] |
| 2022    | Anderson Alves  |       |
| 2025    | Lucciano Coelho | [ 2 ] |

### Casal de Mestre-sala e Porta-bandeira
| Período   | Nome                                | Ref.  |
| --------- | ----------------------------------- | ----- |
| 2018-2022 | Luzimar e Layli                     | [ 1 ] |
| 2022      | Wenderson Ricardo e Prycilla Pirola |       |
| 2025      | Wenderson Ricardo e Prycilla Pirola |       |

### Bateria
A bateria da agremiação é denominada de "Swing do Tigre"

#### Mestres
| Período   | Mestre de bateria  | Diretor geral   |
| --------- | ------------------ | --------------- |
| 2016      | Mestre Puxeta      |                 |
| 2018      | Etienne Braga      | Denilson Miguel |
| 2022      | Genivaldo Monteiro |                 |
| 2023-2024 | Junior Caprichosos |                 |
| 2025      | Mestre Yan         |                 |

#### Corte de bateria
| Período | Rainha          | Ref.                |
| ------- | --------------- | ------------------- |
| 2018    | Bárbara Falcão  | [ 1 ]               |
| 2019    | Dany Lima       | [carece de fontes?] |
| 2020    | Marcya Robertta | [carece de fontes?] |
| 2022    | Sindy Lopes     |                     |

### Intérpretes
| Período   | Nome              | Ref. |
| --------- | ----------------- | ---- |
| 2016-2017 | Henrique Pelé     |      |
| 2018      | Quinho e Vlad AKS |      |
| 2019-2022 | Vlad AKS          |      |
| 2023      | Leozinho Nunes    |      |
| 2024      | Edu Chagas        |      |
| 2025      | Marcinho Diola    |      |